# Młyn w Szynkielewie
Młyn w Szynkielewie – młyn zbożowy wodno-elektryczny na Dobrzynce wybudowany w latach 30. XX w., znajdujący się w Szynkielewie w województwie łódzkim.

## Historia miejsca
Według lokalnej tradycji młyn w tej lokalizacji istniał od niepamiętnych czasów. Młyn o nazwie „Joachim” (także „Jachim”, „Jochym” oraz „Jachym”) był wymieniany w dokumentach od 1677 r. W latach 1899–1900 należał do osady młyńskiej Joachim. W latach 60. XX w. zanotowano wspomnienia mieszkańców Szynkielewa, według których istniał w tym miejscu młyn drewniany, parterowy, usytuowany na palach (część usługowa) i stałym lądzie (część mieszkalna). Budynek ten spłonął w pożarze pod koniec XIX lub na początku XX w.

## Obecny młyn
W latach 30. XX w. w miejscu po dawnym młynie wybudowano murowany młyn wodno-elektryczny. Był to budynek dwupiętrowy, z dachem dwuspadowym krytym papą. Został upaństwowiony po II wojnie światowej. W latach 70. posiadał siedem par walców. Należał go Gromadzkiej Rady Narodowej (Górka Pabianicka). Młyn był czynny do 2006 r. Od tego czasu ulega systematycznej dewastacji. Został znacznie zniszczony przez pożary w 2018 i 2020 r. W 2021 r. obiekt został wystawiony na sprzedaż.